# Wolfgang Bok
Wolfgang Martin Bok (* 19. Oktober 1957 in Horb am Neckar) ist ein deutscher Journalist, Autor und Politikwissenschaftler. Er ist ehemaliger Chefredakteur der Heilbronner Stimme und betreute als Direktor bei Scholz & Friends unter anderem die Kampagne Wir können alles. Außer Hochdeutsch. des Landes Baden-Württemberg.

## Leben
Bok volontierte ab 1978 bei den BNN in Karlsruhe. Ab Mai 1979 war er Redakteur im Politikressort der Heilbronner Stimme, bevor er im Dezember 1980 zu den Stuttgarter Nachrichten in selbe Ressort wechselte. Im Juli 1987 wurde er dort stellvertretender Ressortleiter und war ab dem 1. Mai 1993 zusätzlich Ressortleiter für Sozial- und Gesellschaftspolitik. Zum 1. September 1994 wurde Bok Chefredakteur der Heilbronner Stimme, was er bis Juli 2006 blieb. Bis Ende September 2007 schrieb er als Kolumnist weiter für die Heilbronner Stimme.
Parallel zum Beruf studierte Bok Politikwissenschaft, Soziologie und Volkswirtschaft in Stuttgart und wurde 1994 mit einer Dissertation über das Berliner Programm der SPD von 1989 zum Dr. rer. pol. promoviert.
Ab 1. Oktober 2007 bis 2009 arbeitete Bok als Direktor für Baden-Württemberg bei der Werbeagentur Scholz & Friends. Seitdem betreibt er die Agentur für Kommunikationsberatung bokommunikation und ist als freier Autor und Kolumnist tätig, unter anderem für die NZZ und Cicero. Er trat als Gast im Fernsehen u. a. bei Anne Will und im Presseclub auf.
An der Hochschule Heilbronn lehrt Bok Strategische Kommunikation.

## Veröffentlichungen
- Zeitgeist-Genossen. Das Berliner Programm der SPD von 1989 : Motive, Ziele, Folgen. Lang, Frankfurt am Main, New York 1995, ISBN 978-3-631-48291-9
- Carmen Würth. Mit dem Herzen sehen. Swiridoff, Künzelsau 2012, ISBN 978-3-89929-254-1
- Dieter Hundt. Mut zum Konflikt – Mut zum Konsens. Theiss, Stuttgart 2013, ISBN 978-3-8062-2857-1
- Der schwarze Baron. Wolfgang von Stetten. Ein Leben für Politik und Schloß. Swiridoff, Künzelsau 2018, ISBN 978-3-89929-365-4